# Andrena crassana
Andrena crassana är en biart som beskrevs av Warncke 1965. Andrena crassana ingår i släktet sandbin, och familjen grävbin. Inga underarter finns listade i Catalogue of Life.